# Кемеровская кольцевая автомобильная дорога
Кемеровская кольцевая автомобильная дорога (ККАД или КемКАД) — участок автодороги Р255 и объездная автомобильная трасса южнее, западнее и севернее города Кемерово, незамкнутая кольцевая автомобильная дорога, выводящая за пределы города транспортный поток. Проходит изначально по территории Кемеровского района и Топкинского района.

## Описание автодороги

### Северо-западное полукольцо
Начинается от развязки на 222 км Р255 у поселка Октябрьский и идет в северо-восточном направлении,  пересекая дорогу Кемерово-Юрга (развязка), Звездный мост через Томь, трассу Кемерово-Яшкино(развязка) и выходит на 299 км трассы  Р255. Длина этого участка-47 км.4 полосы для движения.Открыт для движения 29 октября 2024 года.Дорога для автомобилей,разрешенная скорость 110 км/ч.

### Южное полукольцо
Начинается от развязки на 222 км Р255 у поселка Октябрьский и идет в юго-восточном направлении до трассы 32К-445 Кемерово-Новокузнецк. Длина этого участка-44 км. 2 полосы для движения.